# Lijst van staatshoofden en regeringsleiders in 2017
Deze lijst van staatshoofden en regeringsleiders in 2017 noemt de staatshoofden en regeringsleiders die in 2017 actief waren van de 193 landen die zijn aangesloten bij de Verenigde Naties alsmede Kosovo, Palestina, Taiwan en Vaticaanstad.

## A
| Landsnaam          | Staatshoofd | Regeringsleider |
| ------------------ | --- | --- |
| Afghanistan        | President Ashraf Ghani                                                                                           | Voorzitter Abdullah Abdullah |
| Albanië            | President Bujar Nishani (tot 24 juli) President Ilir Meta (vanaf 24 juli)                                        | Premier Edi Rama |
| Algerije           | President Abdelaziz Bouteflika                                                                                   | Premier Abdelmalek Sellal (tot 25 mei) Premier Abdelmadjid Tebboune (25 mei tot 15 augustus) Premier Ahmed Ouyahia (vanaf 16 augustus) |
| Andorra            | Coprins Joan Enric Vives i Sicília Coprins François Hollande (tot 14 mei) Coprins Emmanuel Macron (vanaf 14 mei) | Premier Antoni Martí |
| Angola             | President José Eduardo dos Santos (tot 21 september) President João Lourenço (vanaf 21 september)                | President José Eduardo dos Santos (tot 21 september) President João Lourenço (vanaf 21 september)                                      |
| Antigua en Barbuda | Koningin Elizabeth II                                                                                            | Premier Gaston Browne |
| Argentinië         | President Mauricio Macri                                                                                         | President Mauricio Macri |
| Armenië            | President Serzj Sarkisian                                                                                        | Premier Karen Karapetyan |
| Australië          | Koningin Elizabeth II                                                                                            | Premier Malcolm Turnbull |
| Azerbeidzjan       | President İlham Əliyev                                                                                           | Premier Artur Rasizade |

## B
| Landsnaam             | Staatshoofd | Regeringsleider |
| --------------------- | --- | --- |
| Bahama's              | Koningin Elizabeth II                                                                                                   | Premier Perry Christie (tot 11 mei) Premier Hubert Minnis (vanaf 11 mei)                                               |
| Bahrein               | Koning Hamad bin Isa Al Khalifa                                                                                         | Premier Sheikh Khalifa bin Salman Al Khalifa                                                                           |
| Bangladesh            | President Abdul Hamid                                                                                                   | Premier Sjeik Hasina Wajed                                                                                             |
| Barbados              | Koningin Elizabeth II                                                                                                   | Premier Freundel Stuart                                                                                                |
| België                | Koning Filip | Premier Charles Michel                                                                                                 |
| Belize                | Koningin Elizabeth II                                                                                                   | Premier Dean Barrow |
| Benin                 | President Patrice Talon                                                                                                 | President Patrice Talon                                                                                                |
| Bhutan                | Koning Jigme Khesar Namgyel Wangchuk                                                                                    | Premier Tshering Tobgay                                                                                                |
| Bolivia               | President Evo Morales                                                                                                   | President Evo Morales                                                                                                  |
| Bosnië en Herzegovina | Drie-presidentschap: Bakir Izetbegović, Dragan Čović (voorzitter vanaf 17 juli), Mladen Ivanić (voorzitter tot 17 juli) | Premier Denis Zvizdić                                                                                                  |
| Botswana              | President Ian Khama | President Ian Khama |
| Brazilië              | President Michel Temer                                                                                                  | President Michel Temer                                                                                                 |
| Brunei                | Sultan en premier Hassanal Bolkiah                                                                                      | Sultan en premier Hassanal Bolkiah                                                                                     |
| Bulgarije             | President Rosen Plevneliev (tot 22 januari) President Rumen Radev (vanaf 22 januari)                                    | Premier Boyko Borisov (tot 27 januari en vanaf 4 mei) Premier Ognyan Gerdzhikov (waarnemend, van 27 januari tot 4 mei) |
| Burkina Faso          | President Roch Marc Christian Kaboré                                                                                    | Premier Paul Kaba Thieba                                                                                               |
| Burundi               | President Pierre Nkurunziza                                                                                             | President Pierre Nkurunziza                                                                                            |

## C
| Landsnaam                     | Staatshoofd                         | Regeringsleider                                                             |
| ----------------------------- | ----------------------------------- | --------------------------------------------------------------------------- |
| Cambodja                      | Koning Norodom Sihamoni             | Premier Hun Sen                                                             |
| Canada                        | Koningin Elizabeth II               | Premier Justin Trudeau                                                      |
| Centraal-Afrikaanse Republiek | President Faustin-Archange Touadéra | Premier Simplice Sarandji                                                   |
| Chili                         | President Michelle Bachelet         | President Michelle Bachelet                                                 |
| China                         | President Xi Jinping                | Premier Li Keqiang                                                          |
| Colombia                      | President Juan Manuel Santos        | President Juan Manuel Santos                                                |
| Comoren                       | President Azali Assoumani           | President Azali Assoumani                                                   |
| Congo-Brazzaville             | President Denis Sassou-Nguesso      | Premier Clément Mouamba                                                     |
| Congo-Kinshasa                | President Joseph Kabila             | Premier Samy Badibanga (tot 7 april) Premier Bruno Tshibala (vanaf 7 april) |
| Costa Rica                    | President Luis Guillermo Solís      | President Luis Guillermo Solís                                              |
| Cuba                          | President Raúl Castro               | President Raúl Castro                                                       |
| Cyprus                        | President Nicos Anastasiades        | President Nicos Anastasiades                                                |

## D
| Landsnaam              | Staatshoofd                                                                               | Regeringsleider                   |
| ---------------------- | ----------------------------------------------------------------------------------------- | --------------------------------- |
| Denemarken             | Koningin Margrethe II                                                                     | Premier Lars Løkke Rasmussen      |
| Djibouti               | President Ismaïl Omar Guelleh                                                             | Premier Abdoulkader Kamil Mohamed |
| Dominica               | President Charles Savarin                                                                 | Premier Roosevelt Skerrit         |
| Dominicaanse Republiek | President Danilo Medina                                                                   | President Danilo Medina           |
| Duitsland              | President Joachim Gauck (tot 19 maart) President Frank-Walter Steinmeier (vanaf 19 maart) | Bondskanselier Angela Merkel      |

## E
| Landsnaam          | Staatshoofd                                                                | Regeringsleider                                                            |
| ------------------ | -------------------------------------------------------------------------- | -------------------------------------------------------------------------- |
| Ecuador            | President Rafael Correa (tot 24 mei) President Lenín Moreno (vanaf 24 mei) | President Rafael Correa (tot 24 mei) President Lenín Moreno (vanaf 24 mei) |
| Egypte             | President Abdul Fatah al-Sisi                                              | Premier Sherif Ismail                                                      |
| El Salvador        | President Salvador Sánchez Cerén                                           | President Salvador Sánchez Cerén                                           |
| Equatoriaal-Guinea | President Teodoro Obiang Nguema Mbasogo                                    | Premier Francisco Pascual Obama Asue                                       |
| Eritrea            | President Isaias Afewerki                                                  | President Isaias Afewerki                                                  |
| Estland            | President Kersti Kaljulaid                                                 | Premier Jüri Ratas                                                         |
| Ethiopië           | President Mulatu Teshome                                                   | Premier Haile Mariam Desalegne                                             |

## F
| Landsnaam  | Staatshoofd                                                                       | Regeringsleider                                                                |
| ---------- | --------------------------------------------------------------------------------- | ------------------------------------------------------------------------------ |
| Fiji       | President George Konrote                                                          | Premier Frank Bainimarama                                                      |
| Filipijnen | President Rodrigo Duterte                                                         | President Rodrigo Duterte                                                      |
| Finland    | President Sauli Niinistö                                                          | Premier Juha Sipilä                                                            |
| Frankrijk  | President François Hollande (tot 14 mei) President Emmanuel Macron (vanaf 14 mei) | Premier Bernard Cazeneuve (tot 15 mei) Premier Édouard Philippe (vanaf 15 mei) |

## G
| Landsnaam     | Staatshoofd                                                                               | Regeringsleider                                                                           |
| ------------- | ----------------------------------------------------------------------------------------- | ----------------------------------------------------------------------------------------- |
| Gabon         | President Ali Bongo Ondimba                                                               | Premier Emmanuel Issoze-Ngondet                                                           |
| Gambia        | President Yahya Jammeh (tot 19 januari) President Adama Barrow (vanaf 19 januari)         | President Yahya Jammeh (tot 19 januari) President Adama Barrow (vanaf 19 januari)         |
| Georgië       | President Giorgi Margvelasjvili                                                           | Premier Giorgi Kvirikasjvili                                                              |
| Ghana         | President John Dramani Mahama (tot 7 januari) President Nana Akufo-Addo (vanaf 7 januari) | President John Dramani Mahama (tot 7 januari) President Nana Akufo-Addo (vanaf 7 januari) |
| Grenada       | Koningin Elizabeth II                                                                     | Premier Keith Mitchell                                                                    |
| Griekenland   | President Prokopis Pavlopoulos                                                            | Premier Alexis Tsipras                                                                    |
| Guatemala     | President Jimmy Morales                                                                   | President Jimmy Morales                                                                   |
| Guinee        | President Alpha Condé                                                                     | Premier Mamady Youla                                                                      |
| Guinee-Bissau | President José Mário Vaz                                                                  | Premier Umaro Sissoco Embaló                                                              |
| Guyana        | President David Granger                                                                   | Premier Moses Nagamootoo                                                                  |

## H
| Landsnaam | Staatshoofd                                                                                         | Regeringsleider                                                                      |
| --------- | --------------------------------------------------------------------------------------------------- | ------------------------------------------------------------------------------------ |
| Haïti     | President Jocelerme Privert (waarnemend, tot 7 februari) President Jovenel Moïse (vanaf 7 februari) | Premier Enex Jean-Charles (tot 21 maart) Premier Jack Guy Lafontant (vanaf 21 maart) |
| Honduras  | President Juan Orlando Hernández                                                                    | President Juan Orlando Hernández                                                     |
| Hongarije | President János Áder                                                                                | Premier Viktor Orbán                                                                 |

## I
| Landsnaam | Staatshoofd                                                                        | Regeringsleider |
| --------- | ---------------------------------------------------------------------------------- | --- |
| Ierland   | President Michael D. Higgins                                                       | Taoiseach Enda Kenny (tot 14 juni) Taoiseach Leo Varadkar (vanaf 14 juni)                                                                                      |
| IJsland   | President Guðni Thorlacius Jóhannesson                                             | Premier Sigurður Ingi Jóhannsson (tot 11 januari) Premier Bjarni Benediktsson (van 11 januari tot 30 november) Premier Katrín Jakobsdóttir (vanaf 30 november) |
| India     | President Pranab Mukherjee (tot 25 juli) President Ram Nath Kovind (vanaf 25 juli) | Premier Narendra Modi |
| Indonesië | President Joko Widodo                                                              | President Joko Widodo |
| Irak      | President Fuad Masum                                                               | Premier Haider al-Abadi |
| Iran      | Ayatollah Ali Khamenei                                                             | President Hassan Rohani |
| Israël    | President Reuven Rivlin                                                            | Premier Benjamin Netanyahu |
| Italië    | President Sergio Mattarella                                                        | Premier Paolo Gentiloni |
| Ivoorkust | President Alassane Ouattara                                                        | Premier Daniel Kablan Duncan (tot 10 januari) Premier Amadou Gon Coulibaly (vanaf 10 januari)                                                                  |

## J
| Landsnaam | Staatshoofd                         | Regeringsleider               |
| --------- | ----------------------------------- | ----------------------------- |
| Jamaica   | Koningin Elizabeth II               | Premier Andrew Holness        |
| Japan     | Keizer Akihito                      | Premier Shinzo Abe            |
| Jemen     | President Abd Rabbuh Mansur Al-Hadi | Premier Ahmed Obeid bin Daghr |
| Jordanië  | Koning Abdoellah II                 | Premier Hani Al-Mulki         |

## K
| Landsnaam  | Staatshoofd                                                                                       | Regeringsleider |
| ---------- | ------------------------------------------------------------------------------------------------- | --- |
| Kaapverdië | President Jorge Carlos Fonseca                                                                    | Premier Ulisses Correia e Silva |
| Kameroen   | President Paul Biya                                                                               | Premier Philémon Yang |
| Kazachstan | President Noersoeltan Nazarbajev                                                                  | Premier Bakhytzhan Sagintayev |
| Kenia      | President Uhuru Kenyatta                                                                          | President Uhuru Kenyatta |
| Kirgizië   | President Almazbek Atambajev (tot 24 november) President Sooronbaj Zjeenbekov (vanaf 24 november) | Premier Sooronbaj Zjeenbekov (tot 22 augustus) Premier Muhammetkaliy Abulgaziyev (waarnemend, van 22 tot 26 augustus) Premier Sapar Isakov (vanaf 26 augustus) |
| Kiribati   | President Taaneti Mamau                                                                           | President Taaneti Mamau |
| Koeweit    | Emir Sabah Al-Ahmad Al-Jaber Al-Sabah                                                             | Premier Jaber Al-Mubarak Al-Hamad Al-Sabah |
| Kosovo     | President Hashim Thaçi                                                                            | Premier Isa Mustafa (tot 9 september) Premier Ramush Haradinaj (vanaf 9 september)                                                                             |
| Kroatië    | President Kolinda Grabar-Kitarović                                                                | Premier Andrej Plenković |

## L
| Landsnaam                                    | Staatshoofd                                                     | Regeringsleider                                                              |
| -------------------------------------------- | --------------------------------------------------------------- | ---------------------------------------------------------------------------- |
| Laos                                         | President Bounnhang Vorachith                                   | Premier Thongloun Sisoulith                                                  |
| Lesotho                                      | Koning Letsie III                                               | Premier Pakalitha Mosisili (tot 16 juni) Premier Tom Thabane (vanaf 16 juni) |
| Letland                                      | President Raimonds Vējonis                                      | Premier Māris Kučinskis                                                      |
| Libanon                                      | President Michel Aoun                                           | Premier Saad Hariri                                                          |
| Liberia                                      | President Ellen Johnson Sirleaf                                 | President Ellen Johnson Sirleaf                                              |
| Libië (internationaal erkende regering)      | Voorzitter van de presidentiële raad en premier Fayez al-Sarraj | Voorzitter van de presidentiële raad en premier Fayez al-Sarraj              |
| Libië (internationaal niet-erkende regering) | Voorzitter van de Raad van Afgevaardigden Aguila Saleh Issa     | Premier Abdullah al-Thani                                                    |
| Libië (internationaal niet-erkende regering) | Voorzitter van het Algemeen Nationaal Congres Nouri Abusahmain  | Premier Khalifa al-Ghawi (tot 16 maart)                                      |
| Liechtenstein                                | Prins Hans Adam II                                              | Hoofd van de regering Adrian Hasler                                          |
| Litouwen                                     | President Dalia Grybauskaitė                                    | Premier Saulius Skvernelis                                                   |
| Luxemburg                                    | Groothertog Hendrik                                             | Premier Xavier Bettel                                                        |

## M
| Landsnaam        | Staatshoofd                                                                                   | Regeringsleider |
| ---------------- | --------------------------------------------------------------------------------------------- | --- |
| Macedonië        | President Gjorge Ivanov                                                                       | Premier Emil Dimitriev (tot 31 mei) Premier Zoran Zaev (vanaf 31 mei)                                                                                  |
| Madagaskar       | President Hery Rajaonarimampianina                                                            | Premier Olivier Mahafaly Solonandrasana |
| Malawi           | President Peter Mutharika                                                                     | President Peter Mutharika |
| Malediven        | President Abdulla Yameen                                                                      | President Abdulla Yameen |
| Maleisië         | Koning Muhammad V van Kelantan                                                                | Premier Najib Razak |
| Mali             | President Ibrahim Boubacar Keïta                                                              | Premier Modibo Keita (tot 10 april) Premier Abdoulaye Idrissa Maïga (van 10 april tot 31 december) Premier Soumeylou Boubèye Maïga (vanaf 31 december) |
| Malta            | President Marie-Louise Coleiro Preca                                                          | Premier Joseph Muscat |
| Marokko          | Koning Mohammed VI                                                                            | Premier Abdelilah Benkirane (tot 5 april) Premier Saadeddine Othmani (vanaf 5 april)                                                                   |
| Marshalleilanden | President Hilda Heine                                                                         | President Hilda Heine |
| Mauritanië       | President Mohamed Ould Abdel Aziz                                                             | Premier Yahya Ould Hademine |
| Mauritius        | President Ameenah Gurib-Fakim                                                                 | Premier Anerood Jugnauth (tot 23 januari) Premier Pravind Jugnauth (vanaf 23 januari)                                                                  |
| Mexico           | President Enrique Peña Nieto                                                                  | President Enrique Peña Nieto |
| Micronesië       | President Peter Christian                                                                     | President Peter Christian |
| Moldavië         | President Igor Dodon                                                                          | Premier Pavel Filip |
| Monaco           | Prins Albert II                                                                               | Minister van Staat Serge Telle |
| Mongolië         | President Tsahiagiin Elbegdorzj (tot 10 juli) President Khaltmaagiin Battulga (vanaf 10 juli) | Premier Jargaltulga Erdenebat (tot 4 oktober) Premier Ukhnaagiin Khürelsükh (vanaf 4 oktober)                                                          |
| Montenegro       | President Filip Vujanović                                                                     | Premier Duško Marković |
| Mozambique       | President Filipe Nyusi                                                                        | Premier Carlos Agostinho do Rosário |
| Myanmar          | President Htin Kyaw                                                                           | Adviseur van Staat Aung San Suu Kyi |

## N
| Landsnaam                  | Staatshoofd | Regeringsleider |
| -------------------------- | --- | --- |
| Namibië                    | President Hage Geingob | Premier Saara Kuugongelwa                                                                                                 |
| Nauru                      | President Baron Waqa | President Baron Waqa |
| Koninkrijk der Nederlanden | Koning Willem-Alexander | Minister-president Mark Rutte                                                                                             |
| Nepal                      | President Bidhya Devi Bhandari | Premier Pushpa Kamal Dahal (tot 7 juni) Premier Sher Bahadur Deuba (vanaf 7 juni)                                         |
| Nicaragua                  | President Daniel Ortega | President Daniel Ortega                                                                                                   |
| Nieuw-Zeeland              | Koningin Elizabeth II | Premier Bill English (tot 26 oktober) Premier Jacinda Ardern (vanaf 26 oktober)                                           |
| Niger                      | President Mahamadou Issoufou | Premier Brigi Rafini |
| Nigeria                    | President Muhammadu Buhari President Yemi Osinbajo (waarnemend, van 19 januari tot 13 maart en van 7 mei tot 19 augustus)              | President Muhammadu Buhari President Yemi Osinbajo (waarnemend, van 19 januari tot 13 maart en van 7 mei tot 19 augustus) |
| Noord-Korea                | Eeuwig president wijlen Kim Il-sung Voorzitter van de Commissie voor Staatszaken van de Democratische Volksrepubliek Korea Kim Jong-un | Premier Pak Pong-ju |
| Noorwegen                  | Koning Harald V | Premier Erna Solberg |

## O
| Landsnaam   | Staatshoofd | Regeringsleider                                                                           |
| ----------- | --- | ----------------------------------------------------------------------------------------- |
| Oeganda     | President Yoweri Museveni | Premier Ruhakana Rugunda                                                                  |
| Oekraïne    | President Petro Porosjenko | Premier Volodymyr Groysman                                                                |
| Oezbekistan | President Shavkat Mirziyoyev | Premier Abdulla Aripov                                                                    |
| Oman        | Sultan Qaboes bin Said Al Said | Sultan Qaboes bin Said Al Said                                                            |
| Oost-Timor  | President Taur Matan Ruak (tot 20 mei) President Francisco Guterres (vanaf 20 mei)                                                                            | Premier Rui Maria de Araújo (tot 15 september) Premier Mari Alkatiri (vanaf 15 september) |
| Oostenrijk  | Bondspresidentschap waargenomen door Doris Bures, Karlheinz Kopf en Norbert Hofer (tot 26 januari) Bondspresident Alexander Van der Bellen (vanaf 26 januari) | Kanselier Christian Kern (tot 18 december) Kanselier Sebastian Kurz (vanaf 18 december)   |

## P
| Landsnaam           | Staatshoofd                       | Regeringsleider                                                                        |
| ------------------- | --------------------------------- | -------------------------------------------------------------------------------------- |
| Pakistan            | President Mamnoon Hussain         | Premier Nawaz Sharif (tot 28 juli) Premier Shahid Khaqan Abbasi (vanaf 1 augustus)     |
| Palau               | President Tommy Remengesau        | President Tommy Remengesau                                                             |
| Palestina           | President Mahmoud Abbas           | Premier Rami Hamdallah                                                                 |
| Panama              | President Juan Carlos Varela      | President Juan Carlos Varela                                                           |
| Papoea-Nieuw-Guinea | Koningin Elizabeth II             | Premier Peter O'Neill                                                                  |
| Paraguay            | President Horacio Cartes          | President Horacio Cartes                                                               |
| Peru                | President Pedro Pablo Kuczynski   | Premier Fernando Zavala (tot 17 september) Premier Mercedes Aráoz (vanaf 17 september) |
| Polen               | President Andrzej Duda            | Premier Beata Szydło (tot 11 december) Premier Mateusz Morawiecki (vanaf 11 december)  |
| Portugal            | President Marcelo Rebelo de Sousa | Premier António Costa                                                                  |

## Q
| Landsnaam | Staatshoofd                   | Regeringsleider                                  |
| --------- | ----------------------------- | ------------------------------------------------ |
| Qatar     | Emir Tamim bin Hamad al-Thani | Premier Abdullah bin Nasser bin Khalifa al-Thani |

## R
| Landsnaam | Staatshoofd               | Regeringsleider |
| --------- | ------------------------- | --- |
| Roemenië  | President Klaus Iohannis  | Premier Dacian Cioloș (tot 4 januari) Premier Sorin Grindeanu (van 4 januari tot 29 juni) Premier Mihai Tudose (vanaf 29 juni) |
| Rusland   | President Vladimir Poetin | Premier Dmitri Medvedev |
| Rwanda    | President Paul Kagame     | Premier Anastase Murekezi (tot 30 augustus) Premier Edouard Ngirente (vanaf 30 augustus)                                       |

## S
| Landsnaam                                                               | Staatshoofd | Regeringsleider |
| ----------------------------------------------------------------------- | --- | --- |
| Saint Kitts en Nevis                                                    | Koningin Elizabeth II | Premier Timothy Harris |
| Saint Lucia                                                             | Koningin Elizabeth II | Premier Allen Chastanet |
| Saint Vincent en de Grenadines                                          | Koningin Elizabeth II | Premier Ralph Gonsalves |
| Salomonseilanden                                                        | Koningin Elizabeth II | Premier Manasseh Sogavare (tot 15 november) Premier Rick Houenipwela (vanaf 15 november) |
| Samoa                                                                   | O le Ao o le Malo Tufuga Efi (tot 21 juli) O le Ao o le Malo Va'aletoa Sualauvi II (vanaf 21 juli) | Premier Tuilaepa Aiono Sailele Malielegaoi |
| San Marino                                                              | Kapitein-regenten Marino Riccardi en Fabio Berardi (tot 1 april) Kapitein-regenten Mimma Zavoli en Vanessa D'Ambrosio (van 1 april tot 1 oktober) Kapitein-regenten Enrico Carattoni en Matteo Fiorini (vanaf 1 oktober) | Kapitein-regenten Marino Riccardi en Fabio Berardi (tot 1 april) Kapitein-regenten Mimma Zavoli en Vanessa D'Ambrosio (van 1 april tot 1 oktober) Kapitein-regenten Enrico Carattoni en Matteo Fiorini (vanaf 1 oktober) |
| Saoedi-Arabië                                                           | Koning Salman bin Abdoel Aziz al-Saoed | Koning Salman bin Abdoel Aziz al-Saoed |
| Sao Tomé en Principe                                                    | President Evaristo Carvalho | Premier Patrice Trovoada |
| Senegal                                                                 | President Macky Sall | Premier Mohammed Dionne |
| Servië                                                                  | President Tomislav Nikolić (tot 31 mei) President Aleksandar Vučić (vanaf 31 mei) | Premier Aleksandar Vučić (tot 31 mei) Premier Ivica Dačić (waarnemend, van 31 mei tot 29 juni) Premier Ana Brnabić (vanaf 29 juni)                                                                                       |
| Seychellen                                                              | President Danny Faure | President Danny Faure |
| Sierra Leone                                                            | President Ernest Bai Koroma | President Ernest Bai Koroma |
| Singapore                                                               | President Tony Tan Keng Yam (tot 1 september) President J.Y. Pillay (waarnemend, van 1 tot 14 september) President Halimah Yacob (vanaf 14 september)                                                                    | Premier Lee Hsien Loong |
| Slovenië                                                                | President Borut Pahor | Premier Miro Cerar |
| Slowakije                                                               | President Andrej Kiska | Premier Robert Fico |
| Soedan                                                                  | President Omar al-Bashir | Positie ingevuld door de president (tot 2 maart) Premier Bakri Hassan Saleh (vanaf 2 maart) |
| Somalië                                                                 | President Hassan Sheikh Mohamud (tot 16 februari) President Mohamed Abdullahi Mohamed (vanaf 16 februari) | Premier Omar Abdirashid Ali Sharmarke (tot 1 maart) Premier Hassan Ali Khayre (vanaf 1 maart) |
| Spanje                                                                  | Koning Felipe VI | Premier Mariano Rajoy Brey |
| Sri Lanka                                                               | President Maithripala Sirisena | Premier Ranil Wickremesinghe |
| Suriname                                                                | President Desi Bouterse | President Desi Bouterse |
| Swaziland                                                               | Koning Mswati III | Premier Barnabas Sibusiso Dlamini |
| Syrië                                                                   | President Bashar al-Assad | Premier Imad Khamis |
| Syrië (deels internationaal erkende regering van de Syrische oppositie) | President Anas al-Abdah (tot 6 mei) President Riad Seif (vanaf 6 mei) | Premier Jawad Abu Hatab |

## T
| Landsnaam          | Staatshoofd                                        | Regeringsleider                                                                    |
| ------------------ | -------------------------------------------------- | ---------------------------------------------------------------------------------- |
| Tadzjikistan       | President Emomalii Rachmon                         | Premier Kokhir Rasulzoda                                                           |
| Taiwan             | President Tsai Ing-wen                             | Premier Lin Chuan (tot 8 september) Premier Lai Ching-te (vanaf 8 september)       |
| Tanzania           | President John Magufuli                            | Premier Kassim Majaliwa                                                            |
| Thailand           | Koning Maha Vajiralongkorn Bodindradebayavarangkun | Premier Prayuth Chan-o-cha                                                         |
| Togo               | President Faure Eyadéma Gnassingbé                 | Premier Komi Sélom Klassou                                                         |
| Tonga              | Koning Tupou VI                                    | Premier ʻAkilisi Pohiva                                                            |
| Trinidad en Tobago | President Anthony Carmona                          | Premier Keith Rowley                                                               |
| Tsjaad             | President Idriss Déby                              | Premier Albert Pahimi Padacké                                                      |
| Tsjechië           | President Miloš Zeman                              | Premier Bohuslav Sobotka (tot 13 december) Premier Andrej Babiš (vanaf 6 december) |
| Tunesië            | President Beji Caid Essebsi                        | Premier Youssef Chahed                                                             |
| Turkije            | President Recep Tayyip Erdoğan                     | Premier Binali Yıldırım                                                            |
| Turkmenistan       | President Gurbanguly Berdimuhamedow                | President Gurbanguly Berdimuhamedow                                                |
| Tuvalu             | Koningin Elizabeth II                              | Premier Enele Sopoaga                                                              |

## U
| Landsnaam | Staatshoofd              | Regeringsleider          |
| --------- | ------------------------ | ------------------------ |
| Uruguay   | President Tabaré Vázquez | President Tabaré Vázquez |

## V
| Landsnaam                    | Staatshoofd | Regeringsleider                                                                   |
| ---------------------------- | --- | --------------------------------------------------------------------------------- |
| Vanuatu                      | President Baldwin Lonsdale (tot 17 juni) President Esmon Saimon (waarnemend, van 17 juni tot 6 juli) President Tallis Obed Moses (vanaf 6 juli) | Premier Charlot Salwai                                                            |
| Vaticaanstad                 | Paus Franciscus | Voorzitter van de Pauselijke Commissie Giuseppe Bertello                          |
| Venezuela                    | President Nicolás Maduro | President Nicolás Maduro                                                          |
| Verenigde Arabische Emiraten | President Sjeik Khalifa bin Zayed Al Nahayan | Premier Mohammed bin Rasjid Al Maktoem                                            |
| Verenigd Koninkrijk          | Koningin Elizabeth II | Premier Theresa May                                                               |
| Verenigde Staten             | President Barack Obama (tot 20 januari) President Donald Trump (vanaf 20 januari)                                                               | President Barack Obama (tot 20 januari) President Donald Trump (vanaf 20 januari) |
| Vietnam                      | President Trần Đại Quang | Premier Nguyễn Xuân Phúc                                                          |

## W
| Landsnaam   | Staatshoofd                     | Regeringsleider         |
| ----------- | ------------------------------- | ----------------------- |
| Wit-Rusland | President Aleksandr Loekasjenko | Premier Andrei Kobyakov |

## Z
| Landsnaam   | Staatshoofd | Regeringsleider |
| ----------- | --- | --- |
| Zambia      | President Edgar Lungu | President Edgar Lungu |
| Zimbabwe    | President Robert Mugabe (tot 21 november) President Emmerson Mnangagwa (vanaf 24 november) | President Robert Mugabe (tot 21 november) President Emmerson Mnangagwa (vanaf 24 november) |
| Zuid-Afrika | President Jacob Zuma | President Jacob Zuma |
| Zuid-Korea  | President Park Geun-hye, waargenomen door Hwang Kyo-ahn (tot 10 mei) President Moon Jae-in (vanaf 10 mei) | Premier Hwang Kyo-ahn (tot 11 mei) Premier Yoo Il-ho (van 11 tot 31 mei) Premier Lee Nak-yeon (vanaf 31 mei) |
| Zuid-Soedan | President Salva Kiir Mayardit | President Salva Kiir Mayardit |
| Zweden      | Koning Karel XVI Gustaaf | Premier Stefan Löfven |
| Zwitserland | Bondsraad met als leden: Doris Leuthard (bondspresident vanaf 1 januari), Alain Berset, Ueli Maurer, Johann Schneider-Ammann, Guy Parmelin, Simonetta Sommaruga, Didier Burkhalter (tot 31 oktober), Ignazio Cassis (vanaf 1 november) | Bondsraad met als leden: Doris Leuthard (bondspresident vanaf 1 januari), Alain Berset, Ueli Maurer, Johann Schneider-Ammann, Guy Parmelin, Simonetta Sommaruga, Didier Burkhalter (tot 31 oktober), Ignazio Cassis (vanaf 1 november) |